# Проспект Свободы (Ереван)
Проспект Свободы (арм. Ազատության պողոտա) — проспект в Ереване, в Арабкире. Он отделяет район Канакер-Зейтун от района Арабкир. Проспект начинается от Ереванского комплекса Каскада и заканчивается в северной части Тбилисского шоссе, возле автомобильного завода «Ераз».

## Здания и мемориалы
На проспекте Свободы есть ряд памятников и зданий:
- Парк Победы (открыт в 1950 г.)
- Мемориал, посвящённый 50-летию Советской Армении, 1970 г.
- Отель «Golden Palace», 2005 г.
- Научно-технический центр органо-фармацевтической химии, 2006[1]
- Памятник Акопу Пароняну (Ереван)[арм.]
- Бюст Льва Толстого (Ереван)
- Музей связи (Ереван)[арм.]

## Галерея

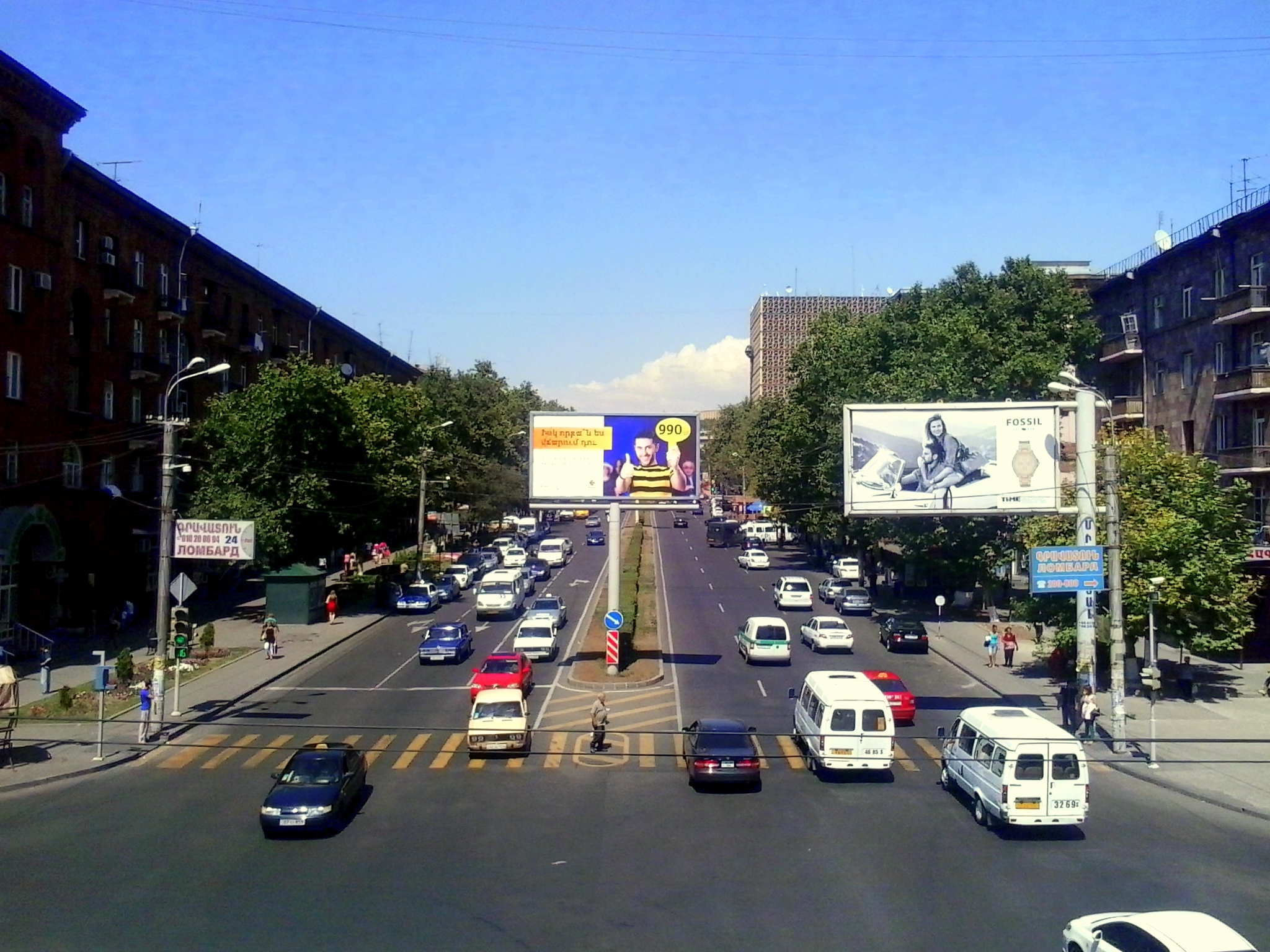
Проспект Свободы с юга на север
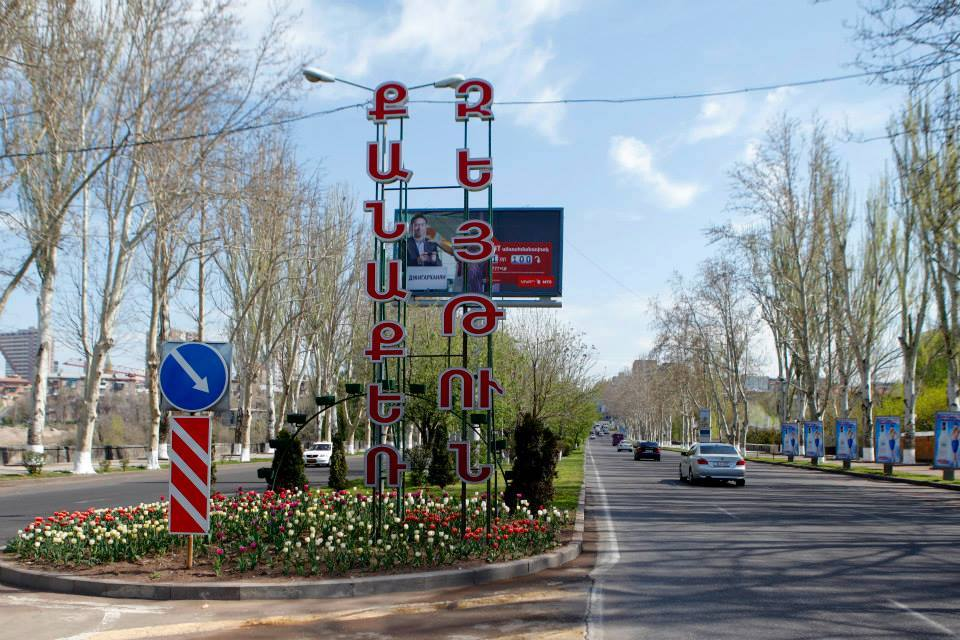
Въезд в проспект Свободы с южной стороны района Канакер-Зейтун
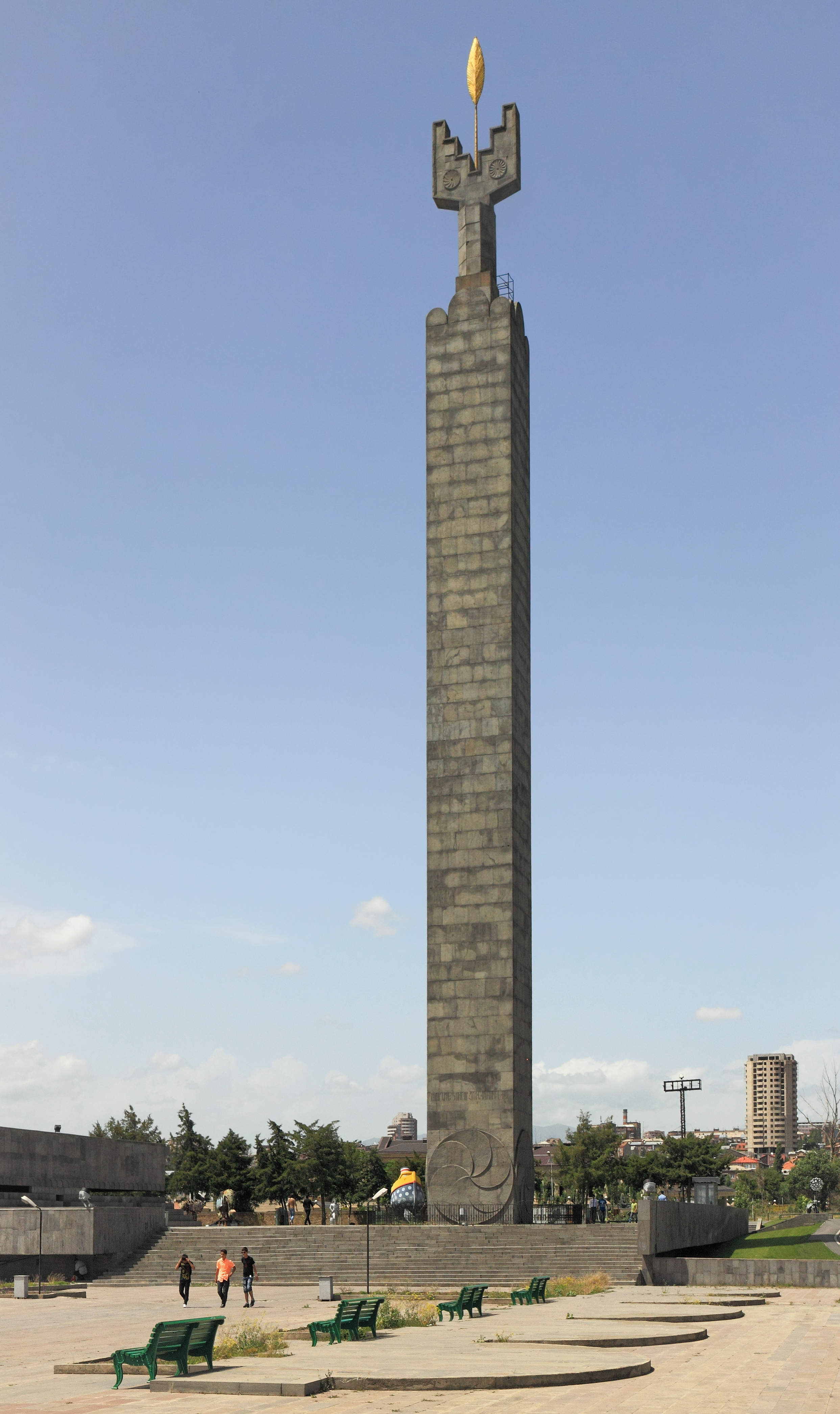
Мемориал, посвящённый 50-летию Советской Армении
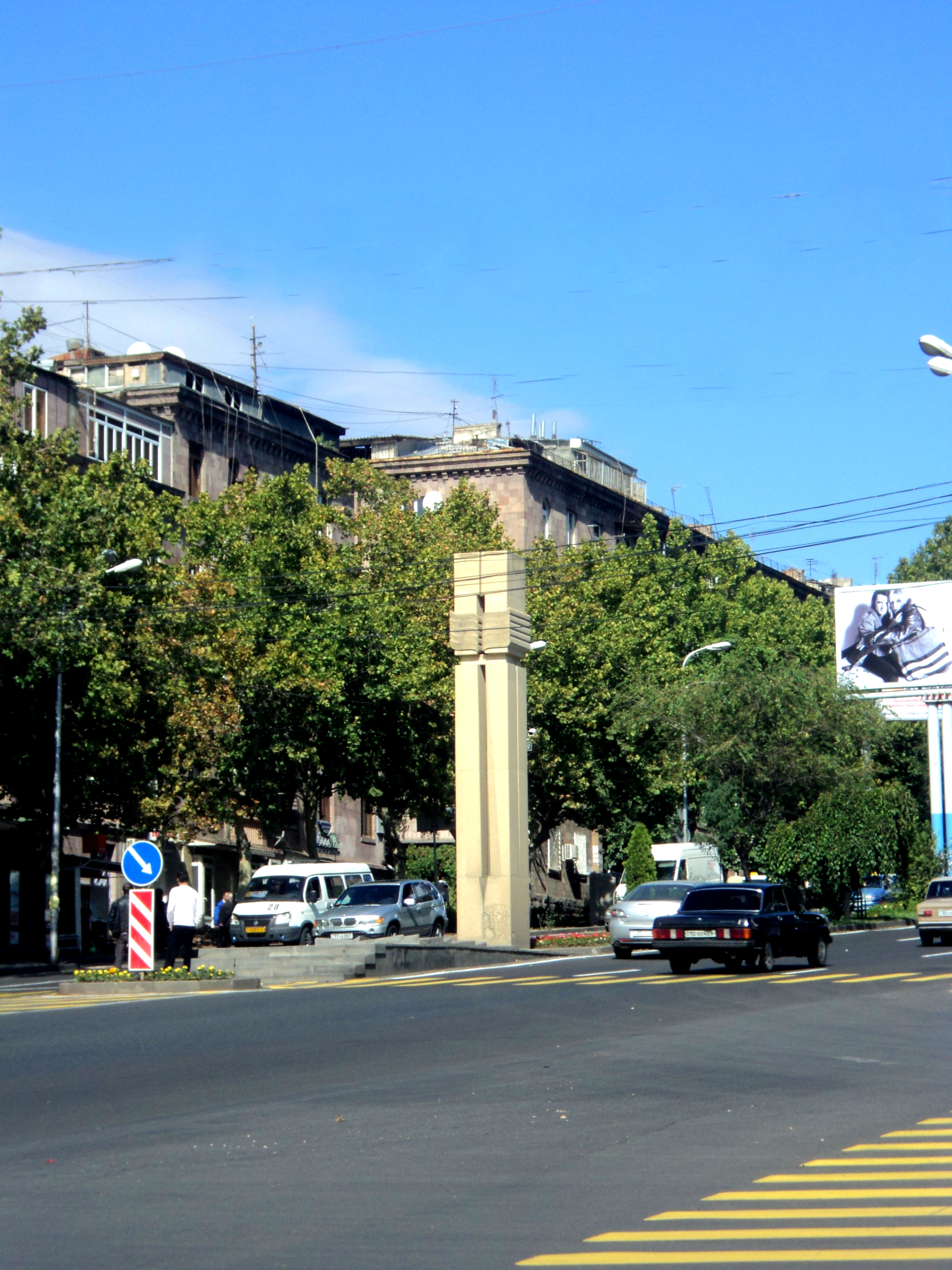
Памятник 15-летию освобождения Шуши на проспекте Свободы, Ереван
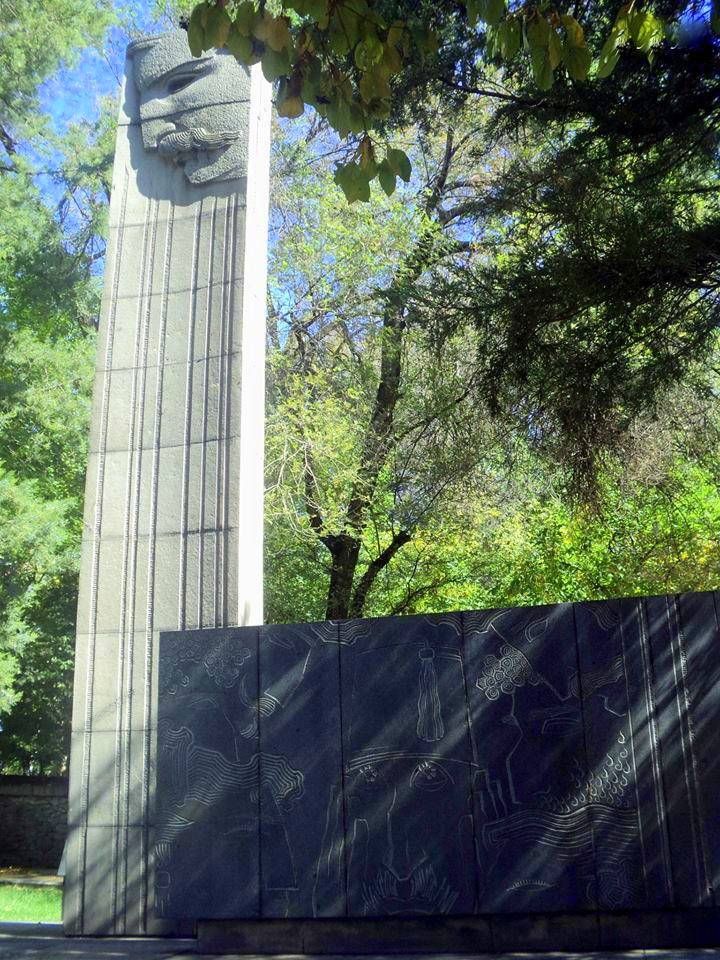
Памятник Акопу Пароняну (Ереван)[арм.]